# Kościół Chrystusa we Wrocławiu
Kościół Chrystusa – ewangelicki kościół, który znajdował się we Wrocławiu przy ulicy Zaporoskiej niedaleko skrzyżowania z Gajowicką. Rozebrany w następstwie zniszczeń wojennych z 1945 roku. Dziś na jego miejscu znajduje się blok z wielkiej płyty oraz przedszkole.

## Historia
Kościół został wzniesiony w 1901 roku, na podstawie projektu Jürgena Krögera. Tworzył wraz z sąsiednimi budynkami zespół budowlany „Hohenzollernstrasse 53-57” (obecnie ul. Zaporoska). 